# Spånlöt
Spånlöt är ett villaområde i Åkersberga. Från 2015 till 2023, räknas bebyggelsen av SCB som en egen tätort. Tidigare och senare har bebyggelsen räknats som en del av Åkersberga tätort.

## Befolkningsutveckling
| Befolkningsutvecklingen i Spånlöt 2015–2020                                            | Befolkningsutvecklingen i Spånlöt 2015–2020 | Befolkningsutvecklingen i Spånlöt 2015–2020 | Befolkningsutvecklingen i Spånlöt 2015–2020 | Befolkningsutvecklingen i Spånlöt 2015–2020 |
| -------------------------------------------------------------------------------------- | ------------------------------------------- | ------------------------------------------- | ------------------------------------------- | ------------------------------------------- |
|                                                                                        |                                             |                                             |                                             |                                             |
| År                                                                                     |                                             |                                             | Folkmängd                                   | Areal (ha)                                  |
| 2015                                                                                   | 2015                                        |                                             | 480                                         | 23                                          |
| 2020                                                                                   | 2020                                        |                                             | 473                                         | 23                                          |
| Anm.: Ny tätort 2015, bebyggelsen ingick före dess och från 2023 i tätorten Åkersberga |                                             |                                             |                                             |                                             |